# Blærekisten

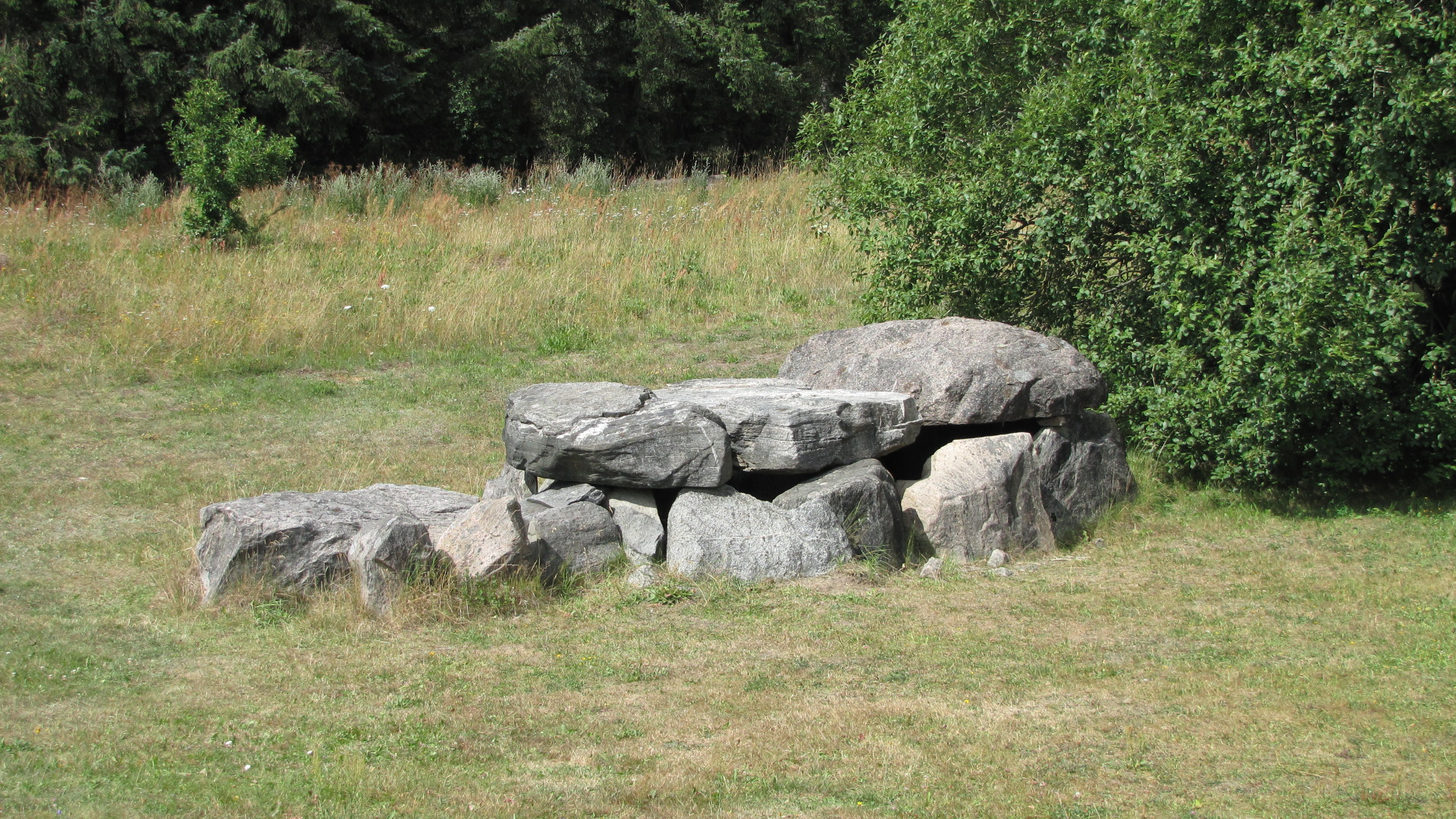
Blærekisten

Blærekisten (auch Blæresarg oder Storstenskisten fra Blære genannt) ist eine große megalithische Steinkiste (dänisch Hellekiste), die südlich von Blære Stationsby und östlich des Hauses Lyngholmvej 17, nördlich von Aars in Himmerland in Dänemark in einem (inzwischen völlig abgetragenen) Grabhügel vom Ende der Steinzeit entdeckt wurde. Das Hauptverbreitungsgebiet der Kisten dieses Typs liegt in Schweden.
Die Steinkiste besteht pro Langseite aus mehreren unförmigen Findlingen und wird von drei großen Decksteinen bedeckt. Sie befindet sich am Fundort, während die anderen Gegenstände im MuseumsCenter von Aars zu sehen sind.